# Verteillac
Verteillac (okzitanisch: Vertelhac) ist ein Ort und eine aus mehreren Weilern (hameaux) und Einzelgehöften bestehende südfranzösische Gemeinde mit 546 Einwohnern (Stand: 1. Januar 2022) im Département Dordogne in der Region Nouvelle-Aquitaine (vor 2016: Aquitanien). Sie gehört zum Arrondissement Périgueux und zum Kanton Ribérac. Die Einwohner werden Verteillacois und Verteillacoises genannt.

## Lage
Verteillac liegt etwa 34 Kilometer nordwestlich von Périgueux. An der westlichen Gemeindegrenze verläuft das Flüsschen Sauvanie. Umgeben wird Verteillac von den Nachbargemeinden Cherval im Norden, La Tour-Blanche im Nordosten und Osten, Bourg-des-Maisons im Osten, Coutures im Osten und Südosten, Bertric-Burée im Süden, Lusignac im Südwesten sowie Saint-Martial-Viveyrol im Westen.

## Bevölkerungsentwicklung
| Jahr                       | 1962 | 1968 | 1975 | 1982 | 1990 | 1999 | 2006 | 2013 | 2019 |
| Einwohner                  | 683  | 655  | 652  | 724  | 706  | 675  | 641  | 644  | 590  |
| Quellen: Cassini und INSEE |      |      |      |      |      |      |      |      |      |

## Sehenswürdigkeiten
- Kirche Notre-Dame-de-l’Assomption aus dem 12. Jahrhundert, Umbauten aus dem 19. Jahrhundert
- Schloss Le Breuil aus dem 16./17. Jahrhundert
- Schloss La Grénerie aus dem 19. Jahrhundert
- Schloss La Meyfrenie aus dem 19. Jahrhundert, seit 1998/2010 als Monument historique eingeschrieben

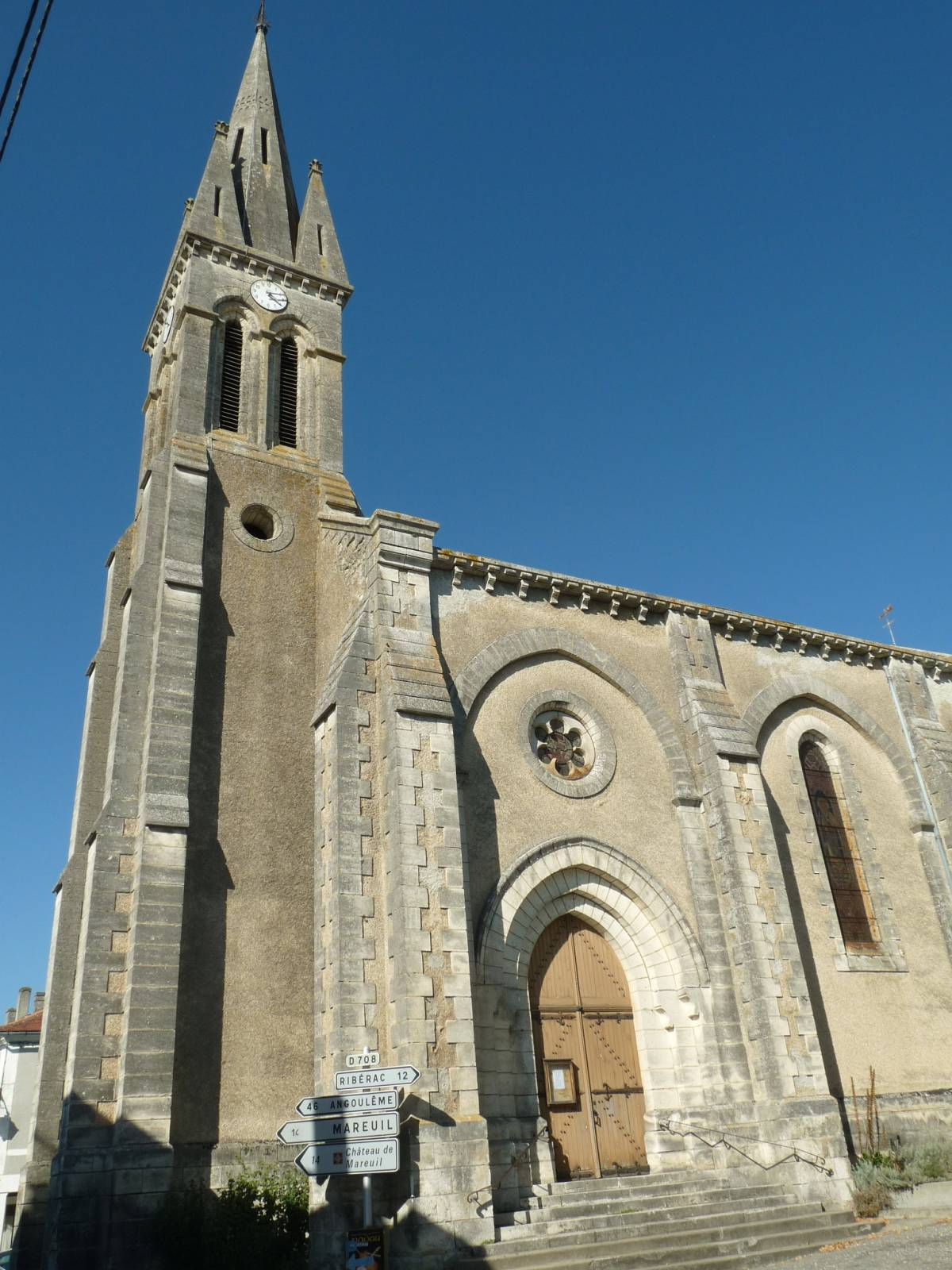
Kirche Notre-Dame-de-l’Assomption
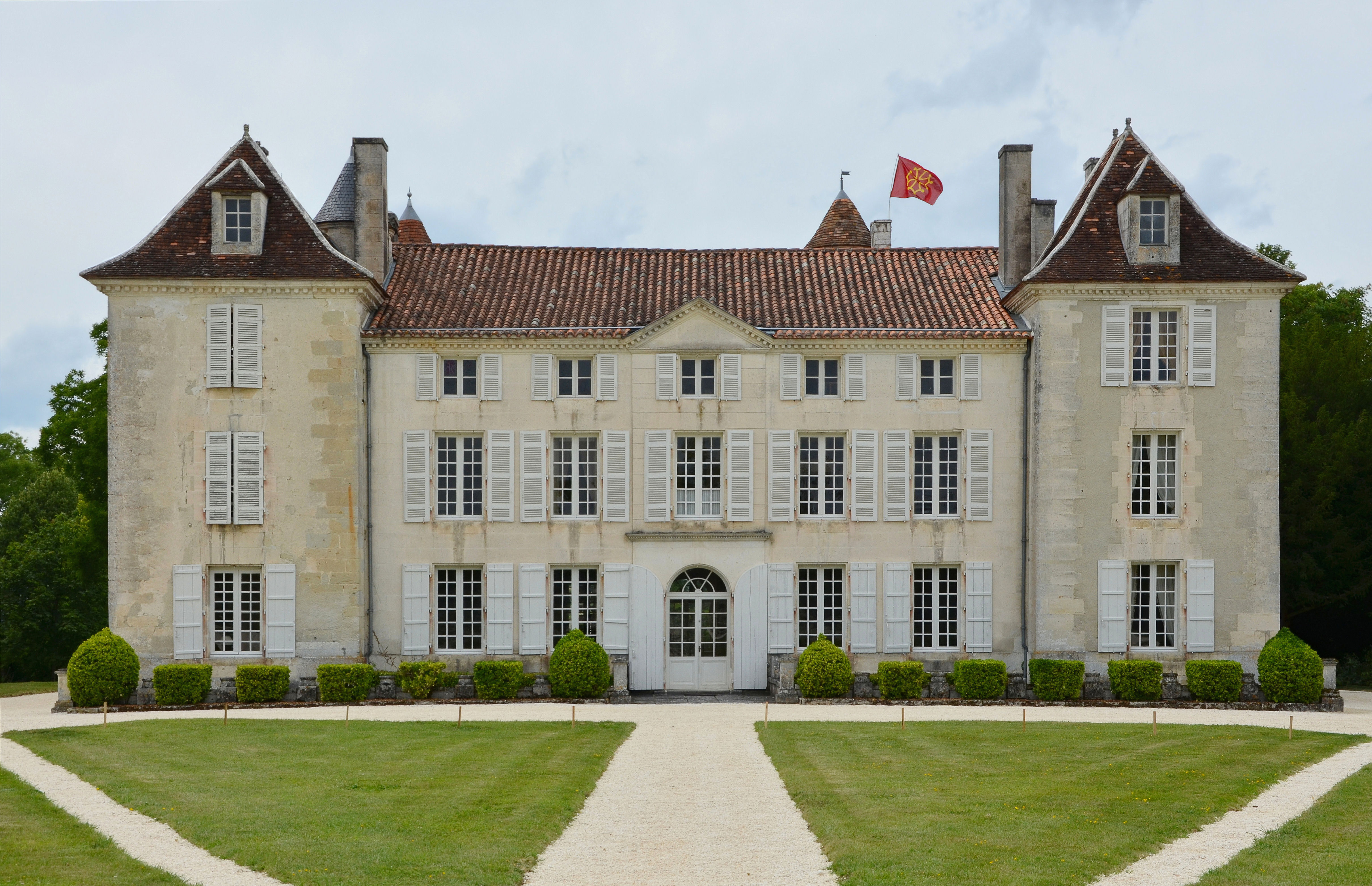
Schloss La Meyfrenie